# Odó de Bayeux

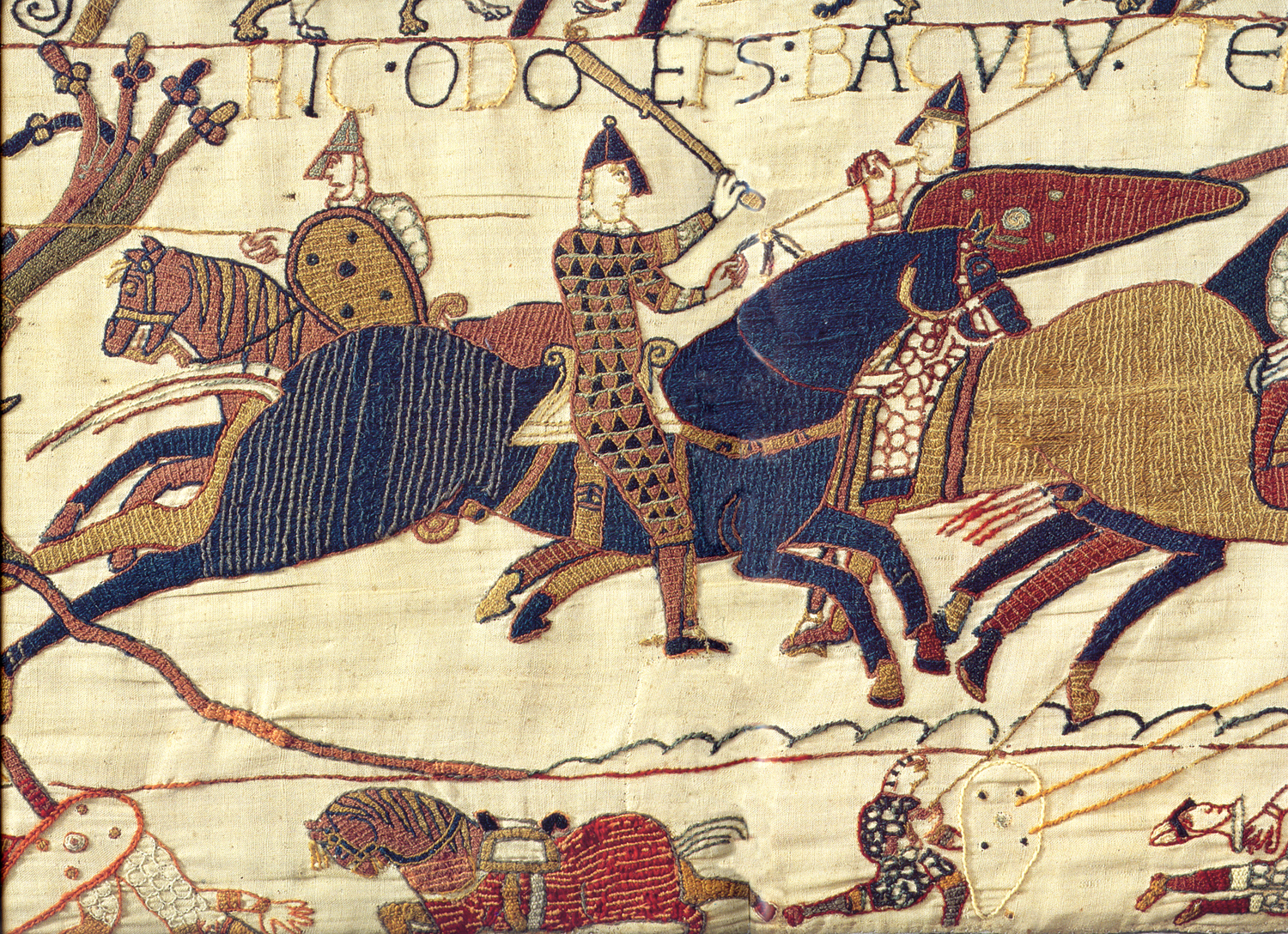
Odó sobre cavall enmig de la batalla de Hastings. Tapís de Bayeux

Odó de Bayeux (¿1036?-1097) fou un bisbe normand i primer comte de Kent. Fou fill d'Arlette de Falaise i va rebre el bisbat de seu germanastre Guillem el Conqueridor, a qui auxilià en els preparatius de la batalla de Hastings que li va atorgar el tron d'Anglaterra.

## Bisbe de Bayeux i Comte de Kent
Odó era un dels dos fills bastards de la plebea Herleva (també coneguda com a Arlette) i Herluin, vescomte de Conteville. L'altre fill d'aquesta parella fou el futur comte Robert de Mortain, germà petit d'Odó. La data de naixement d'Odó de Bayeux s'ignora, encara que es creu que és en algun moment entre 1030 i 1036. Va ser nomenat bisbe de Bayeux per Guillem el 1049, quan amb prou feines era un adolescent i mancava de qualsevol tipus de formació.
L'any 1066, Odó va col·laborar activament amb Guillem per aconseguir els mitjans necessaris per a la Conquesta normanda d'Anglaterra, arribant a adquirir i donar per l'empresa molts dels vaixells que van usar les tropes de Guillem per creuar el Canal de la Mànega. Va ser present a la batalla de Hastings, però no se sap del cert com participà en la batalla. Segons alguns, ni tan sols va lluitar i es quedà al campament; segons d'altres, va dirigir part de la cavalleria durant la contesa, al costat del seu germà Guillem. Guillem va crear per a ell el comtat de Kent, situat al sud d'Anglaterra, el 1067, i el va convertir en una espècie de primer ministre. Així doncs, Odó era designat regent d'Anglaterra en aquelles ocasions en les quals Guillem havia d'abandonar el país, i no va tenir el menor problema en dirigir les tropes normandes en la seva lluita contra les periòdiques rebel·lions anglosaxones. Amb el temps, Odó va acaparar un comtat després de l'altre, fins a dominar un total de 23 petits territoris escampats pel sud-oest d'Anglaterra. Això el convertí en el major terratinent del regne i la persona més poderosa després del rei.
Per raons poc clares, Guillem ordenà empresonar el seu germà l'any 1082. Segons alguns cronistes posteriors, això es degué al fet que Odó planejava una expedició militar a Itàlia a l'esquena de Guillem. Fins i tot es va suggerir en el seu moment que el motiu d'aquesta expedició era la captura de Roma i el nomenament del mateix Odó com Papa. Siguin quines siguin les raons, Odó va passar els cinc anys següents entre reixes i totes les seves possessions d'Anglaterra es van reintegrar com a patrimoni de la Corona. No obstant això, durant aquell temps no se li va retirar el seu títol de bisbe de Bayeux.

## Revolta de 1088 i mort
Mentre agonitzava, Guillem fou persuadit una vegada i una altra per Robert perquè restituís Odó. A la mort de Guillem, Odó quedà en llibertat i se li va tornar les seves possessions, però al no estar content amb el govern del seu nebot Guillem II, va decidir donar suport a la revolta dels nobles normands que tenia com a objectiu enderrocar-lo i substituir-lo per Robert II de Normandia, el primogènit de Guillem I. L'anomenada Rebel·lió de 1088 va ser sufocada i Odó capturat, però el seu nebot es va negar a executar-lo com li demanaven els nobles sota el seu comandament; el deixà marxar a l'exili i instal·lar-se a la cort de Robert a Normandia.
Quan el Papa Urbà II va començar a trucar als nobles europeus perquè s'unissin a la Primera Croada, Robert II i Odó de Bayeux van respondre al seu avís i es van unir a la comitiva. Tanmateix, Odó mai no arribaria a trepitjar Palestina, ja que morí de camí a la ciutat siciliana de Palerm a començaments de 1097.
A la seva època, Odó de Bayeux fou famós per la seva dubtosa moralitat i la seva facilitat per aconseguir diners a través de tots els mètodes possibles. També va ser un mecenes de les arts i l'ensenyament, a més d'un gran arquitecte. Entre les obres que va dirigir figuren la construcció de l'Abadia de Troarn (1059), la realització del Tapís de Bayeux que commemora la victòria de 1066 i la fundació de l'escola catedralicia de Bayeux, on es van formar molts prelats posteriors.